# Hrvoje Šarinić
Hrvoje Šarinić (Sussak, 17 febbraio 1935 – Zagabria, 21 luglio 2017) è stato un politico croato con cittadinanza francese.
È stato primo ministro della Croazia dall'aprile 1992 al novembre 1993.
È stato rappresentante del partito Unione Democratica Croata dal 1992 al 2000, prima di passare per alcuni anni Centro Democratico.
Dal 1963 al 1987 ha vissuto in Francia e ha anche la cittadinanza francese.